# Keisuke Ōyama
Keisuke Ōyama (jap. 大山啓輔 Ōyama Keisuke; ur. 7 maja 1995 w prefekturze Saitama) – japoński piłkarz występujący na pozycji pomocnika.

## Kariera piłkarska
Od 2014 roku występował w Omiya Ardija.